# U-16 (1936)
| U-16                       | U-16                                                           | U-16                                                           |
| -------------------------- | -------------------------------------------------------------- | -------------------------------------------------------------- |
|                            |                                                                |                                                                |
|                            |                                                                |                                                                |
|                            |                                                                |                                                                |
| Під прапором               | Третій Рейх                                                    | Третій Рейх                                                    |
| Порт приписки              | Вільгельмсгафен, Кіль                                          | Вільгельмсгафен, Кіль                                          |
| Спуск на воду              | 28 квітня 1936                                                 | 28 квітня 1936                                                 |
| Виведений зі складу флоту  | 30 жовтня 1939                                                 | 30 жовтня 1939                                                 |
| Сучасний статус            | потоплений                                                     | потоплений                                                     |
| Проєкт                     |                                                                |                                                                |
| Тип ПЧ                     | Малий ДПЧ                                                      | Малий ДПЧ                                                      |
| Основні характеристики     |                                                                |                                                                |
| Швидкість (надводна)       | 13 вузлів                                                      | 13 вузлів                                                      |
| Швидкість (підводна)       | 7 вузлів                                                       | 7 вузлів                                                       |
| Гранична глибина занурення | 150 м                                                          | 150 м                                                          |
| Екіпаж                     | 28 осіб                                                        | 28 осіб                                                        |
| Розміри                    |                                                                |                                                                |
| Довжина найбільша (по КВЛ) | 42,7 м                                                         | 42,7 м                                                         |
| Ширина корпусу найб.       | 4,08 м                                                         | 4,08 м                                                         |
| Висота                     | 8,6 м                                                          | 8,6 м                                                          |
| Середня осадка (по КВЛ)    | 3,9 м                                                          | 3,9 м                                                          |
| Водотоннажність надводна   | 279 т                                                          | 279 т                                                          |
| Озброєння                  |                                                                |                                                                |
| Артилерія                  | 1 × 2 cm/65 C/30 (1000 снарядів)                               | 1 × 2 cm/65 C/30 (1000 снарядів)                               |
| Торпедно- мінне озброєння  | 3 TA калібру 533 5 торпед або 18 мін (за іншими даними ТМА 12) | 3 TA калібру 533 5 торпед або 18 мін (за іншими даними ТМА 12) |

U-16 — малий німецький підводний човен типу II-B для прибережних вод, часів Другої світової війни. Заводський номер 251.
З 1 травня 1936 року був приписаний до 3-ї флотилії. Введений до строю 16 травня 1936 року. Здійснив 3 бойових походи, потопив 1 судно (3378 брт) і 1 військовий корабель (57 брт). Потоплений англійськими кораблями 25 жовтня 1939  року в протоці Ла-Манш, поблизу міста Дувр. Усі 28 членів екіпажу загинули.

## Командири
- Капітан-лейтенант Гайнц Бедун (1 травня 1936 — 29 вересня 1937)
- Капітан-лейтенант Ганнес Вайнгертнер (30 вересня 1937 — 8 жовтня 1939)
- Капітан-лейтенант Удо Беренс (8—17 жовтня 1939)
- Капітан-лейтенант Горст Велльнер (12—25 жовтня 1939)

## Потоплені кораблі
| Дата              | Тип судна       | Назва судна | Тоннаж | Статус              | Належність | Примітка | Вантаж       | Координати                                                |
| ----------------- | --------------- | ----------- | ------ | ------------------- | ---------- | -------- | ------------ | --------------------------------------------------------- |
| 28 вересня 1939   | вантажне судно  | Nyland      | 3 378  | потоплено           | Швеція     |          | залізна руда | 58°27′ пн. ш. 4°48′ сх. д. / 58.450° пн. ш. 4.800° сх. д. |
| 21 листопада 1939 | мінний тральщик | Ste. Claire | 57     | підірвалось на міні | Франція    |          |              | 51°07′ пн. ш. 1°27′ сх. д. / 51.117° пн. ш. 1.450° сх. д. |